# East River Tunnels
Die East River Tunnels, vielfach auch nur in Einzahl East River Tunnel bezeichnet, sind vier 1910 eröffnete ungefähr 1830 m lange Eisenbahntunnel, die in New York City von Manhattan unter dem East River hindurch nach Queens führen. Sie bestehen jeweils aus einem 1190 m langen Unterwassertunnel, dem eigentlichen East River Tunnel und einem 610 m langen Zufahrtstunnel auf der Ostseite, der in den Sunnyside Yard in Long Island City mündet. Die East River Tunnels sind Teil des Northeast Corridors und werden zusammen mit den Crosstown Tunnels und den North River Tunnels auch als Pennsylvania Railroad Tunnels bezeichnet.

## Bedeutung
Die East River Tunnels sind der östliche Zugang zur New York Pennsylvania Station, kurz Penn Station genannt, in Manhattan. Sie werden täglich von etwa 600 Vorortszügen der Long Island Rail Road (LIRR) und von den Fernzügen der Amtrak benutzt. Diese verkehren von Long Island über die Hell Gate Bridge in Richtung Neuengland. Weiter werden die East River Tunnels auch von den Zügen von New Jersey Transit benutzt, die den Sunnyside Yard als Abstellbahnhof benutzen.

## Geschichte
In den Anfängen der Eisenbahngeschichte hatte die Pennsylvania Railroad (PRR) keinen direkten Zugang nach Manhattan. Die Hauptstrecke von Philadelphia in Richtung New York City endete in Jersey City bei der Exchange Place Station am Westufer des Hudson Rivers. Die Reisenden mussten mit einer Fähre nach Manhattan übersetzen. Mehrere Projekte versuchten eine direkte Verbindung für die PRR nach Manhattan zu schaffen, wo ein neuer Kopfbahnhof entstehen sollte. Mit der Übernahme der Long Island Rail Road durch die PRR entstanden neue Möglichkeiten. Der Bahnhof konnte nun zusätzlich auch Endpunkt des Nahverkehrs von Long Island sein, aber auch als Durchgangsbahnhof für Fernzüge aus Philadelphia über New York in Richtung Neuengland dienen.

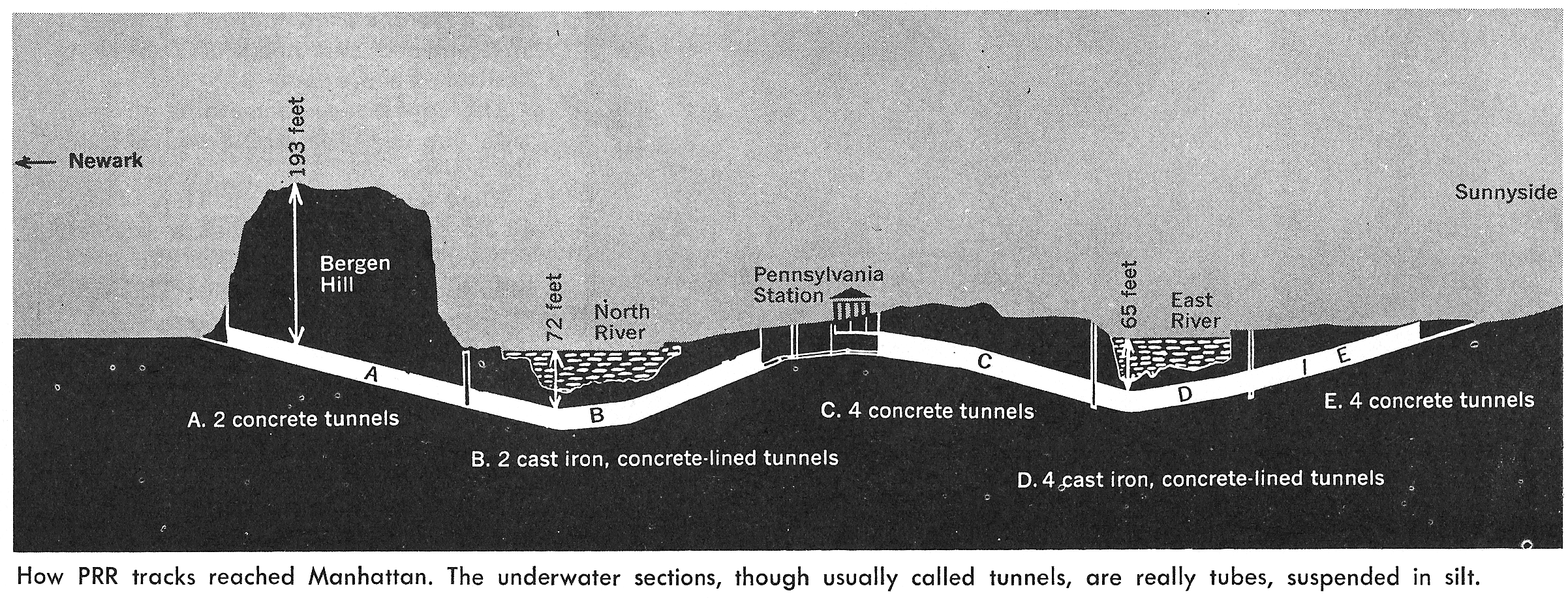
Diagramm der New York Tunnel Extension. A: Bergen Hill Tunnel, B: North River Tunnel, C: Crosstown Tunnel, D: East River Tunnel, E: East River Approach Tunnel

Im ausgehenden 19. Jh. erlangte die Elektro-Traktion eine Reife, die es erlaubte, Vollbahnen zu elektrifizieren, wenn auch die Projekte noch bescheidene Ausdehnung hatten. Die Elektrolokomotiven konnten leichter als die Dampflokomotiven größere Steigungen überwinden und die Tunnels bleiben rauchfrei, so der Aufwand für die Tunnellüftung gering gehalten werden konnte. Nachdem die Baltimore and Ohio Railroad guten Erfahrungen mit dem elektrisch Betrieb im Howard-Street-Tunnel in Baltimore machte und Alexander Cassatt, der damalige Präsident der PRR, den Gare d’Orsay der PO in Paris besichtigt hatte, arbeitete die PRR ein Projekt für einen neuen prunkvollen Bahnhof in Manhattan aus, der mit unterirdischen Zufahrten erreicht werden sollte.
Das Projekt wurde New York Tunnel Extension genannt, die Planung begann 1901. Das Kernstück war die neu zu bauende Pennsylvania Station in Manhattan. Die westliche Zufahrt führt durch die North River Tunnels, die östliche durch die East River Tunnels.  Die ab Newark in New Jersey neu zu bauende Strecke überquert die Schwemmebene des Hackensack River zu den North River Tunnels, welche unter dem Hudson hindurch zur Penn Station führten. Östlich der Penn Station schließen die Crosstown Tunnels an, welche die Strecke an die Westküste des East Rivers führen. Mit einem Bogen Richtung Norden führen die East River Tunnels weiter unter dem gleichnamigen Fluss hindurch zum Sunnyside Yard in Queens.
Die veranschlagten Kosten für die gesamte New York Tunnel Extension zwischen Harrison und dem Sunnyside Yard inklusive der Penn Station wurden auf 100 Mio. US-Dollar geschätzt, die tatsächlichen Kosten betrugen 150 Mio. Dollar, was 2020 einer Kaufkraft von 4 Mia. US-Dollar entsprach.
Die New York Tunnel Extension wurde am 27. November 1910 eröffnet. Die Züge verkehrten auf der ganzen Strecke elektrisch, die Stromversorgung der Lokomotiven und Triebwagen erfolgte über eine dritte Schiene mit einer Gleichspannung von 650 V. Die Long Island Railroad hatte den teilweisen elektrischen Betrieb bereits 1906 aufgenommen als, im Rahmen des Atlantic Avenue Improvement genannten Projektes in Brooklyn, die Gleise zum weiter südlich liegenden Flatbush Avenue Terminal vom Straßenniveau der Atlantic Avenue entfernt und abschnittweise in Tunnel oder auf Hochbahnbrücken verlegt wurden. Die Züge der LIRR verkehrten fortan nicht mehr zur Long Island City Station, sondern benutzten die East River Tunnels zur Penn Station. Somit blieb zumindest einem Teil der Pendler das Umsteigen auf die Fähre nach Manhattan erspart. Der Fährbetrieb blieb aber noch bis 1925 erhalten, da einige Stellen in Manhattan mit Umsteigen auf die Fähre einfacher zu erreichen waren.
Die mit Dampfloks bespannten Fernzüge aus dem Westen verkehrten bis zur Manhattan Transfer Station, wo die Dampfloks gegen Elektroloks der Baureihe DD1 gewechselt wurden, welche die Züge  durch die North River Tunnels in die Penn Station brachten. Vorerst endeten alle Züge in der Penn Station und wurden nach dem die Reisenden ausgestiegen waren durch die North River Tunnels in die Abstellung im Sunnyside Yard gebracht. Erst 1917 wurde die New York Connecting Railroad über die Hell Gate Bridge eröffnet, sodass die Fernzüge von der Penn Station weiter nach Neuengland verkehren konnten. Ab 1933 verkehrten die Züge ab Philadelphia durchgehend elektrisch, wobei eine Oberleitung mit 11 kV 25 Hz Wechselstrom der Energieversorgung diente.
Im Jahre 1967 fusionierte die PRR mit der New York Central zur Penn Central. Diese Gesellschaft ging 1970 bankrott. Die Strecke der New York Tunnel Extension mit den East River Tunnels ging am 1. Mai 1971 an die neu gegründete halbstaatliche Amtrak über, die auch den Fernverkehr auf dem nordamerikanischen Eisenbahnnetz betreibt.

### Hurrikan Sandy
Die Tunnel wurden im Oktober 2012 während des Hurrikans Sandy mit Salzwasser geflutet, das durch den Lüftungsschacht an der First Avenue und durch die Tunnelportale der Röhren 1 und 2 in Long Island City eindrang. In der Mitte der Tunnel reichte der Wasserstand bis zur Decke. Nach dem Abpumpen des Wassers blieben korrosive Chloride und Sulfide zurück, welche die Betonauskleidung, die Bankette und die sich darin befindlichen elektrischen Installationen beschädigten – ein Prozess der auch Jahre nach der Flutung immer noch fortschreitet. Abgeplatzte auf den Gleisen liegende Betonteile führen zu Betriebsstörungen, im Winter müssen regelmäßig durch eindringendes Wasser gebildete Eiszapfen entfernt werden. Weiter kommt es häufiger zu Ausfällen der Hochspannungskabel und Signalkabel, die im Bankett verlegt sind.

## Bau
Die Planung der Tunnel begann im Jahre 1901 unter der Leitung des amerikanischen Bauingenieurs Alfred Noble. Der Vertrag für den Bau der Tunnel wurde im Juli 1904 an die britische Baufirma S. Pearson & Son vergeben. Da sich zuvor kein Unternehmen auf eine Vergabe mit einem Festpreisvertrag gemeldet hatte, wurde der Vertrag als Gewinnbeteiligungsvertrag aufgesetzt, damit das Risiko für den Bauunternehmer beschränkt werden konnte. S. Pearson & Son erstellte bereits den Blackwall-Tunnel unter der Themse in London und hatte dadurch Erfahrung im Bau von Unterwassertunneln.
Baubeginn der East River Tunnel war im Mai 1904. Als Erstes wurde ein temporärer Angriffschacht⊙ westlich der heutigen Pulaski Bridge in Long Island abgeteuft, sodass ab September 1904 der Vortrieb aller vier Röhren in Richtung East River bis zu einem später als Lüftungsschacht zu verwendenden Zwischenangriffschacht⊙ am Ostufer des Flusses erfolgte. Der Vortrieb erfolgte sowohl mit Sohlstollen nach der alten österreichischen Bauweise wie auch mit Firststollen nach der belgischen Bauweise. Hinter dem Ausbruch wurden mit einer Tübbingverlegemaschine die Ringe aus gusseisernen Tübbingen zur Aussteifung des Tunnels eingebaut.
Im Juni 1904 wurde mit dem Bau der beiden als Angriffschächte dienenden Lüftungsschächte am Westufer des Flusses in Manhattan begonnen, im Dezember 1904 erfolgte der Anschlag auf der Manhattan-Seite in den Röhren C und D, die Röhren A und B folgten im Juli 1905. Im Herbst des gleichen Jahres war genügend Strecke im standhaften Gestein ausgebrochen, sodass die Druckluftschilde und die Schottwände dahinter montiert werden konnten, damit die Vortriebe für den Ausbruch der Unterwassertunnel unter Druck gesetzt werden konnten. Zwischen Juni und Oktober 1906 erfolgte der Anschlag aller Röhren auch auf der Long Island-Seite. Der Vortrieb erfolgte gleichzeitig in allen vier Röhren mit insgesamt acht Druckluftschilden, wobei die Arbeiten in der Röhre C auf der Manhattan-Seite 1906 während mehreren Monaten wegen mangelnder Druckluftversorgung ruhten.
Während dem Ausbruch der Tunnel im Lockergestein wurde der Druck an den Tunnelbrüsten auf 2,5 bar gehalten und bei schwierigen Zonen zeitweise bis auf 3 bar erhöht. Die Druckluftversorgung wurde von den Installationsplätzen in Manhattan⊙ und Long Island⊙ sichergestellt. Nach Vertrag musste jeder Installationsplatz pro Stunde mindestens 8500 m³ auf 3,4 bar verdichten können. In Manhattan waren zu diesem Zweck in einer Halle sieben von Dampfmaschinen angetriebene Kompressoren aufgestellt, die von Ingersoll Rand geliefert wurden. Um die Arbeiter bei Dekompressionskrankheit zu behandeln, waren auf den Installationsplätzen Dekompressionskammern installiert, was den Ausfall von Arbeitern stark reduzierte.
In den Tunnelröhren musste nach Bauvertrag mindestens alle 300 m ein Schott eingebaut werden. Jedes Schott war unten mit zwei Druckschleusen für Arbeiter und Material versehen, oben in der Mitte befand sich eine Not-Druckschleuse. Spätestens 30 m hinter der Ortsbrust befand sich eine von der Kalotte in den Tunnel hineinreichende Schutzwand. Sie hatte die Aufgabe im Falle eines Wassereinbruchs unter der Kalotte eine Luftblase einzuschließen, welche den Arbeitern den Fluchtweg nach hinten offen hielt. Von der Schutzwand führte ein erhöht angelegter Laufsteg bis zur Notschleuse im dahinter liegenden Schott.
Der angetroffene Baugrund war Sand und Lehm auf der Westseite und mit Felsbrocken durchsetzter Lehm auf der Ostseite des im Fluss in der Verlängerung von Roosevelt Island  liegenden Riffs aus Gneis. Auf der Manhattan-Seite betrug die Überdeckung der Tunnelröhre in der Nähe in der Nähe des Flussufers nur 2,5 m. Um zu verhindern, dass die Druckluft beim Vortrieb in den Fluss entweicht und es zu einem Druckabfall im Tunnel kommt, der einen Wassereinbruch verursacht hätte, wurde auf dem Flussgrund eine 3 bis 3,5 m dicke Lehmdecke über dem Tunnelverlauf angelegt. Die Vortriebe wurden so gesteuert, dass sie sich im Hartgestein des Roosevelt Island Riffs trafen. In jeder Röhre wurden ungefähr 540 m von der Manhattan-Seite und 650 m von der Long Island-Seite aus gebohrt. Wegen Problemen mit den Gerätschaften, schwierigem Baugrund und beschränkter Druckluftversorgung kam es zu ungefähr zwei Jahre Verspätung bei den Bauarbeiten, die Durchschläge der vier Röhren fanden im Februar und März 1908 statt.
Östlich des temporären Angriffsschachtes auf Long Island wurden die Tunnel bis zu den Ostportalen in offener Bauweise erstellt.

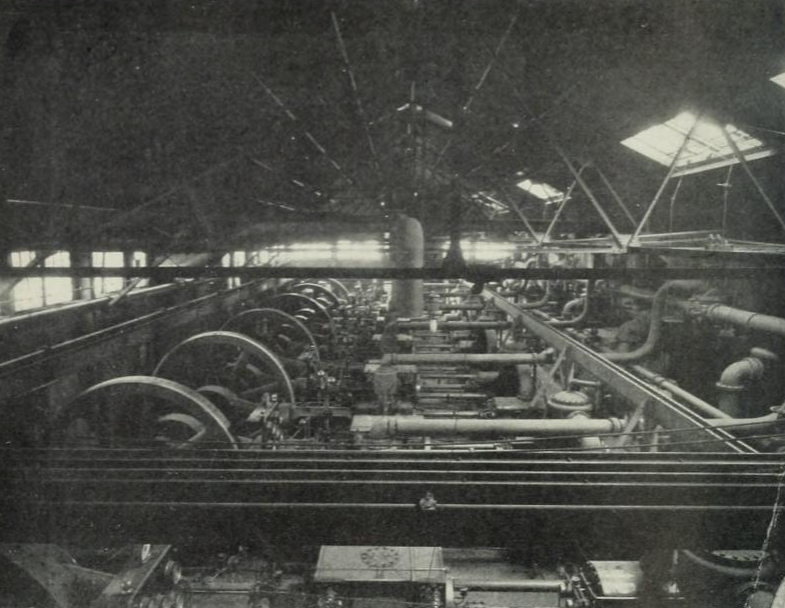
Kompressoranlage in Manhattan, die während des Vortriebs den Überdruck in den Tunnelröhren aufrecht hielt
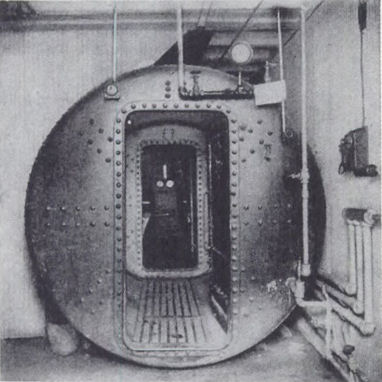
Dekompressionskammer von Ernest William Moir, wie sie auf den Installationsplätzen zur Verfügung stand
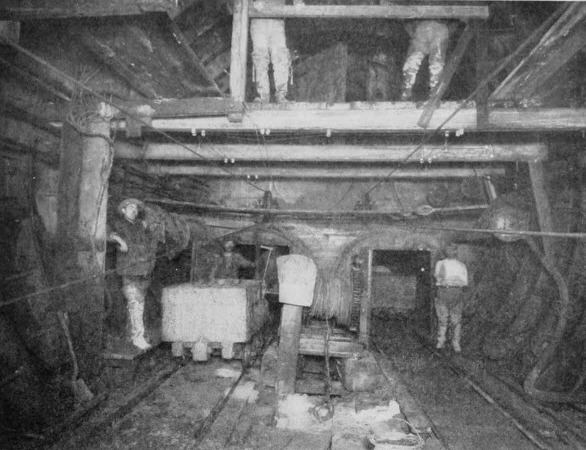
Schott mit Druckschleusen, wie es während des Baus alle 300 m angelegt wurde.
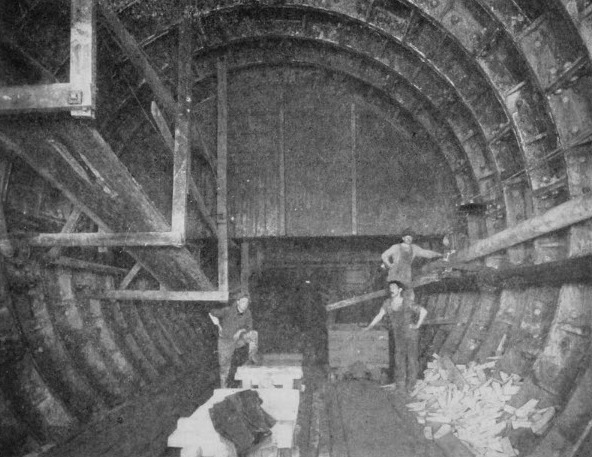
Schutzwand hinter der Ortsbrust
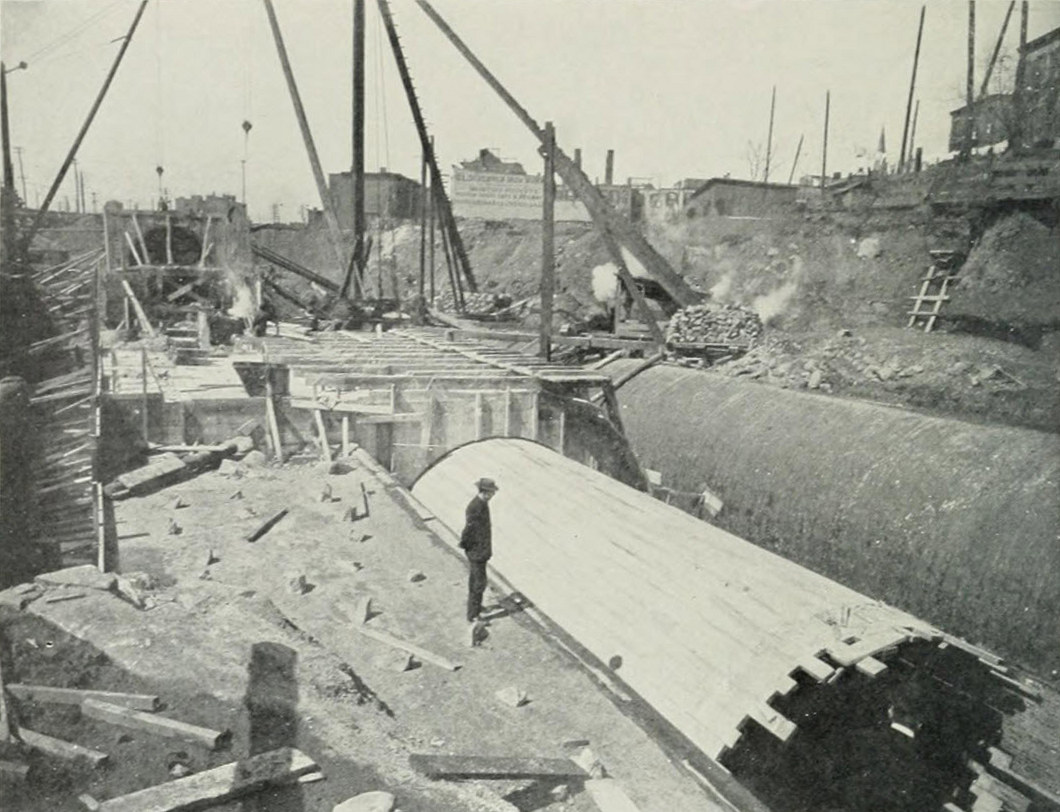
In offener Bauweise erstellte Tunnelröhren westlich vom Sunnyside Yard an der Stelle, wo die Röhre C über die Röhre B hinweggeführt wird. Hinten die Röhre C, vorne die Decke der Röhre B

## Bauwerk
Die East River Tunnels bestehen aus vier eingleisigen Tunnelröhren, die von Norden nach Süden mit A, B, C und D oder mit den Nummern 1, 2, 3 und 4 bezeichnet werden. Im Gegensatz zur zweigleisigen Westzufahrt durch die North River Tunnels wurde die Ostzufahrt viergleisig ausgeführt, damit genügend Kapazität für die Long Island Rail Road Züge und die Leermaterialzüge zwischen Sunnyside Yard und Penn Station besteht.
Westlich schließen die Tunnel an die Crosstown Tunnels an, die unter der 32. und 33. Straße verlaufen. Die Bauwerksgrenze verläuft bei den beiden Lüftungsschächten, die östlich der First Avenue stehen. Zwei Röhren führen vom Tunnel in der 33. Straße weiter, die anderen beiden vom Tunnel in der 32. Straße. Der Abstand der beiden Rohrpaare unter dem East River wird gegen das Ostufer kleiner, sodass bei der Long Island City Station nur noch ein gemeinsamer Lüftungsschacht für alle vier Röhren errichtet wurde.
Die vier Röhren verlaufen von Manhattan mit 15 ‰ Gefälle bis zum tiefsten Punkt unter dem Fluss nahe dem Westufer, steigen dann mit 7 ‰ gegen das Ostufer des Flusses an, bevor sie mit 12,2 ‰ bis 15 ‰ in Richtung Sunnyside Yard ansteigen. Auf der Long Island Seite wird östlich der Pulaski Bridge die Röhre C über die Röhre B hinweggeführt, weshalb diese Röhre eine Steigung von 19 ‰ aufweist. Die Röhren B und D haben ein gemeinsames Portal, die Röhren A und C haben getrennte Portale, wobei dasjenige der Röhre C gegenüber den anderen Portalen um 250 m zurückgesetzt ist wegen der Überwerfung. Diese ermöglichte, die beiden von den Zügen in Richtung Westen genutzten Gleise zusammen durch den Sunnyside Yard zu führen, die größere Steigung in der Röhre C störte nicht, das sie nur von den westwärts fahrenden Zügen genutzt wird.
Die Außenschalen der Unterwassertunnel werden aus zusammengeschraubten gusseisernen Tübbingen gebildet, die zu Ringen zusammengesetzt sind. Jeder Ring ist 2,5 Fuß (76 cm) breit und wiegt 13,6 t, der Außendurchmesser beträgt sieben Meter. Die Innenverkleidung der Tunnel besteht aus Beton und ist 56 cm dick.
Auf der ganzen Länge des Tunnels befinden sich auf beiden Seiten hohe Bankette, in deren Innern die Energie- und Signalkabel verlaufen und deren Decke als Wartungs- und Notweg durch den Tunnel dient. Die hohen Bankette sollten auch den Tunnelquerschnitt verkleinern, sodass die durchfahrenden Züge zur besseren Belüftung der Tunnel führen sollten. Alle 90 m sind Leitern angeordnet, die den Zugang zum Gleisbett ermöglichen.
In allen Röhren ist sowohl die 11 kV 25 Hz-Fahrleitung für die New Jersey Transit-Züge, wie auch eine Stromschiene für die Long-Island-Rail-Road-Züge verlegt. Der Fahrleitungsbau wurde schon bei Erstellung der Tunnel berücksichtigt, indem Taschen für die Isolatoren in der Innenverkleidung vorgesehen wurden. Die Fahrleitung liegt nur 15 cm unter dem Gewölbe, weshalb die Erhöhung der Betriebsspannung eingeschränkt ist.

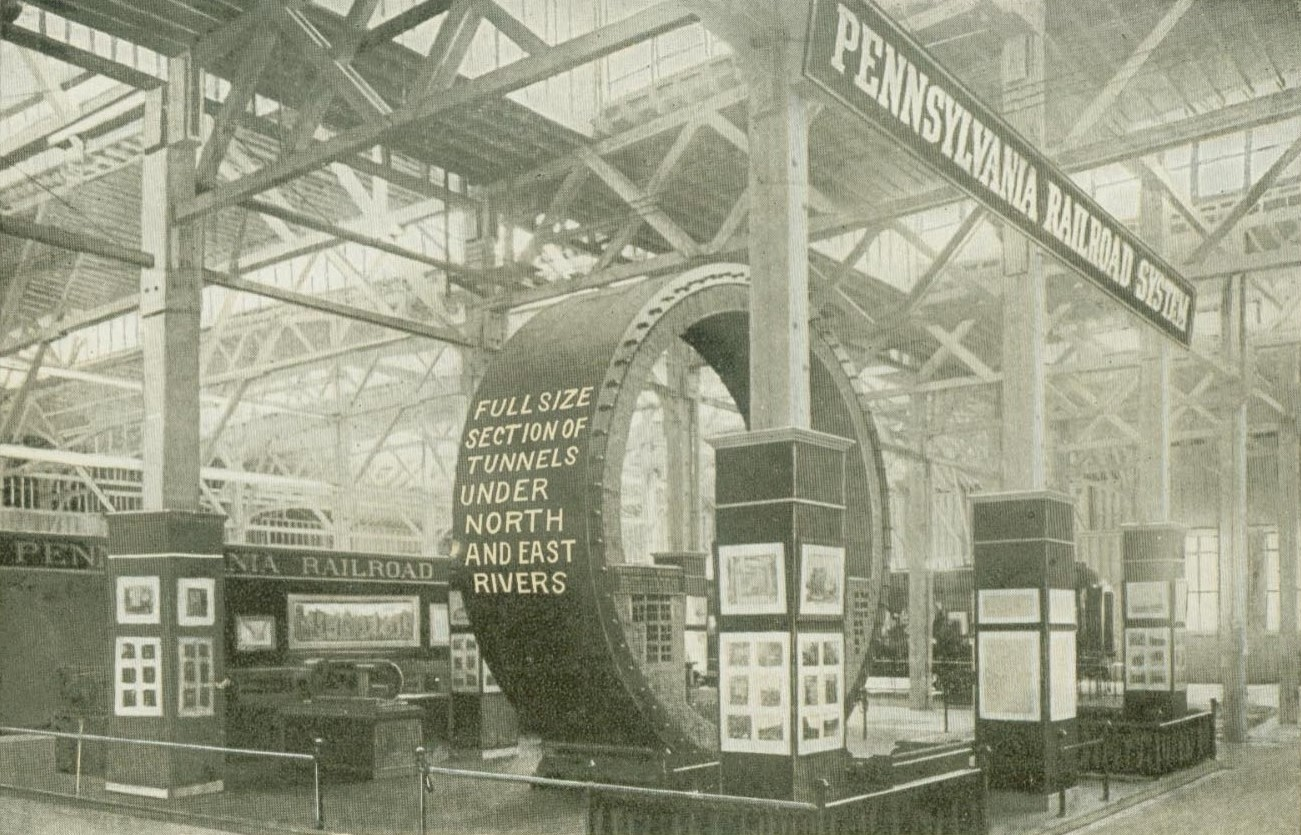
Querschnitt des North River Tunnels in einer Ausstellung
- Plan des Unterwassertunnels (1910)
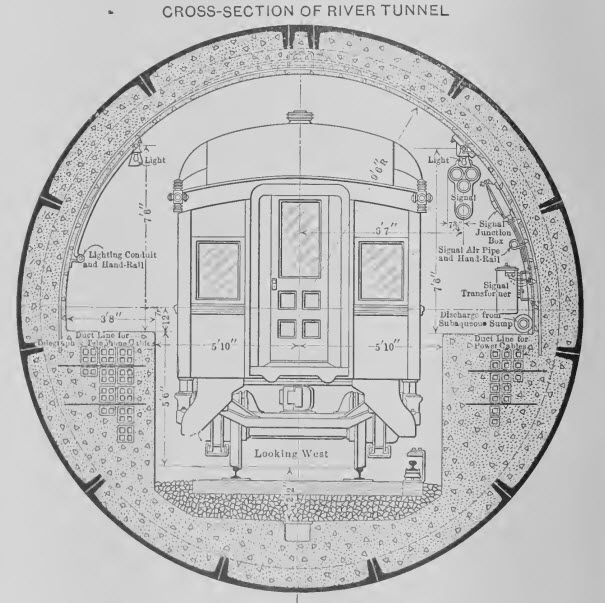
Querschnitt der Unterwassertunnel mit den bahntechnischen Einbauten
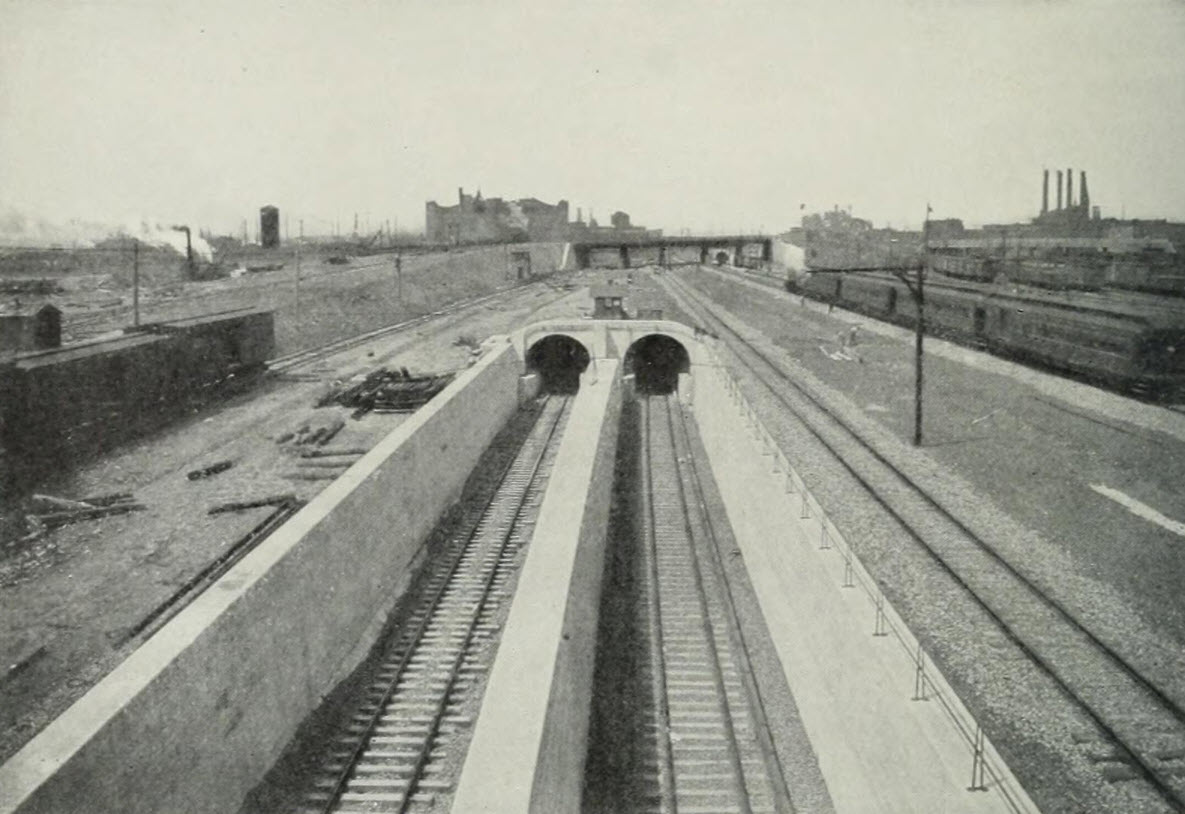
Portale der Tunnelröhren B und D beim Sunnyside Yard
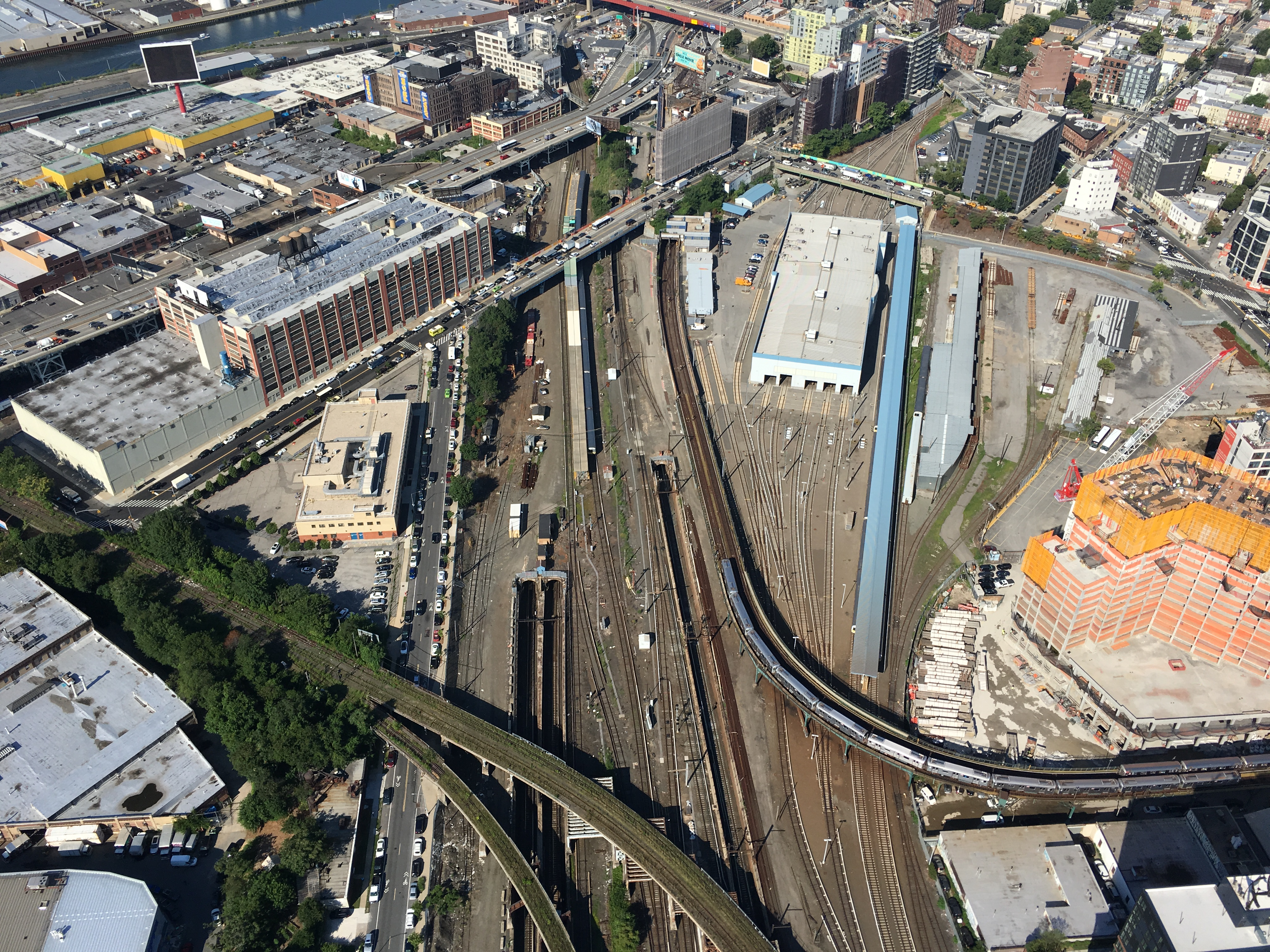
Luftaufnahme der vier Portale in Queens (2017)